# پاورپی‌سی

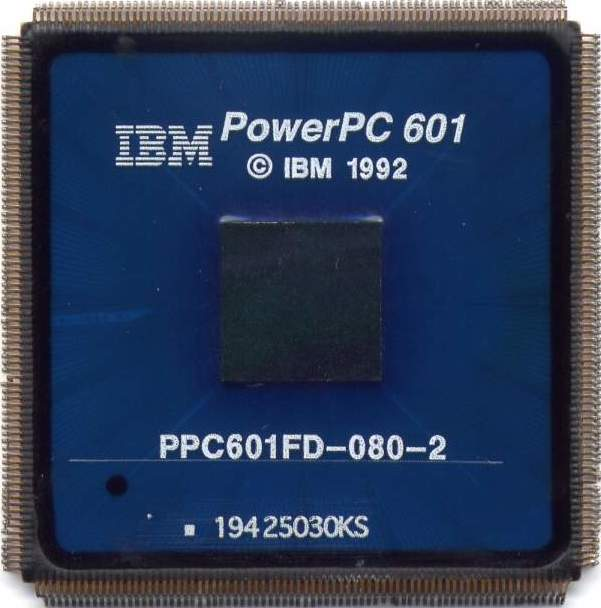
IBM PowerPC 601 Microprocessor

پاورپی‌سی (به انگلیسی: PowerPC) ریزپردازنده‌ای با معماری ریسک است که در سال ۱۹۹۱ به بازار آمد. این پردازنده محصول مشترک شرکتهای اپل، آی بی ام و موتورولا است. پاور پی‌سی در ابتدا برای کامپیوترهای شخصی طراحی شده بود و از سال ۱۹۹۴ تا ۲۰۰۶ پیش از آن که اپل به پردازنده‌های اینتل روی آورد. در کامپیوترهای شخصی مکینتاش، محصول اپل استفاده می‌شد. اما پردازنده‌های پاور پی‌سی در سامانه‌های توکار هم کاربردهای فراوانی یافته‌اند.

## محصولات جدید
محصولات جدید در حالی از سوی IBM معرفی شده‌اند که این شرکت به تازگی یکی از مهم‌ترین شرکای تجاری خود یعنی اپل را از دست داده‌است.
شرکت اپل که در گذشته مهم‌ترین مشتری پردازنده‌های پاورپی سی شرکت IBM محسوب می‌شد چندی پیش اعلام کرد که برای همیشه پردازنده‌های پاور پی‌سی شرکت IBM را کنار گذاشته و از این پس در انواع مختلف رایانه‌های مکینتاش خود، از پردازنده‌های شرکت اینتل استفاده خواهد کرد.
پردازنده تک هسته‌ای جدید پاور پی‌سی شرکت IBM در هنگام کار کردن با سرعت محاسباتی ۱/۴ گیگاهرتز، ۱۳ وات و در صورت کار کردن با سرعت محاسباتی ۱/۶ گیگاهرتز، ۱۶ وات انرژی مصرف می‌کند. این درحالی است که کم‌مصرف‌ترین پردازنده‌های جدید شرکت اینتل، یعنی پردازنده‌های پنتیوم حدود ۲۷ وات انرژی مصرف می‌کنند.
از سوی دیگر، پردازنده دو هسته‌ای جدید شرکت IBM نیز این شرکت را با دو تولیدکننده اصلی پردازنده‌های رایانه‌های شخصی یعنی اینتل و ای ام دی وارد رقابت می‌کند.
IBM نخستین شرکتی بود که در سال ۲۰۰۱ اقدام به ارائه پردازنده‌های دو هسته‌ای ویژه استفاده در رایانه‌های مرکزی شبکه‌ها((server کرد اما تا پیش از این در زمینه ارائه پردازنده‌های دوهسته‌ای قابل استفاده برای رایانه‌های شخصی از اینتل و ای ام دی عقب مانده بود.
پردازنده‌های دو هسته‌ای پاورپی‌سی جدید IBM دارای سرعت محاسباتی بین ۱/۴ تا ۲/۵ گیگاهرتز هستند.
شرکت IBM هنوز تاریخ ارائه و قیمت پردازنده‌های دو هسته‌ای جدید خود را اعلام نکرده و مشخص نکرده که آیا پردازنده‌های جدید خود را برای استفاده در رایانه‌های شخصی یا سایر تجهیزات الکترونیکی، بازار یابی خواهد کرد.